# La memoria de las mariposas
La memoria de las mariposas es una película documental de 2025 escrita, coproducida y dirigida por Tatiana Fuentes Sadowski en su debut como directora. La película documenta las historias perdidas de Omarino y Aredomi que emergen de las sombras del comercio del caucho. Es un viaje a través de archivos amazónicos que conecta la investigación, la especulación y la historia familiar de la cineasta. 
Fue seleccionada en Fórum en la edición número 75 del Festival Internacional de Cine de Berlín, donde se proyectó por primera vez el 16 de febrero de 2025.

## Sinopsis
A través de la foto de Omarino y Aredomi, dos niños indígenas peruanos traídos a la fuerza a Europa, una cineasta indaga en sus historias y en el desarrollo del auge del caucho. Sus pasados se entrelazan, un viaje personal que mezcla la realidad con los sueños, la historia con la imaginación. Este viaje trascendental explora las interrelaciones entre poder, memoria, responsabilidad y legado, todo ello ambientado entre los vestigios de tiempos pasados y desarrollando un homenaje a las víctimas del comercio del caucho en Perú.

## Producción
La película fue hecha con el apoyo de fondos otorgados por el Instituto de Cine y Audiovisual de Portugal, la Dirección del Audiovisual, la Fonografía y los Nuevos Medios (DAFO) de Perú, la Fundación Ford y Tambo Films.

## Estreno
La memoria de las mariposas tuvo su estreno mundial en la sección Fórum de la edición 75 del Festival Internacional de Cine de Berlín el 16 de febrero de 2025.

## Premios
| Año  | Evento                                   | Categoría                                                      | Resultado | Ref.  |
| ---- | ---------------------------------------- | -------------------------------------------------------------- | --------- | ----- |
| 2025 | Festival Internacional de Cine de Berlín | Mención especial del Premio de Cine Documental de la Berlinale | Ganador   | [ 8 ] |
| 2025 | Festival Internacional de Cine de Berlín | Premio FIPRESCI                                                | Ganador   | [ 9 ] |